# مریدیان (میسیسیپی)
مریدیان (به انگلیسی: Meridian) شهری در ایالت میسیسیپی کشور ایالات متحده آمریکا است که جمعیت آن در سرشماری سال ۲۰۱۰ میلادی، ۴۱٬۱۴۸ نفر بوده‌است.